# Einar Granath

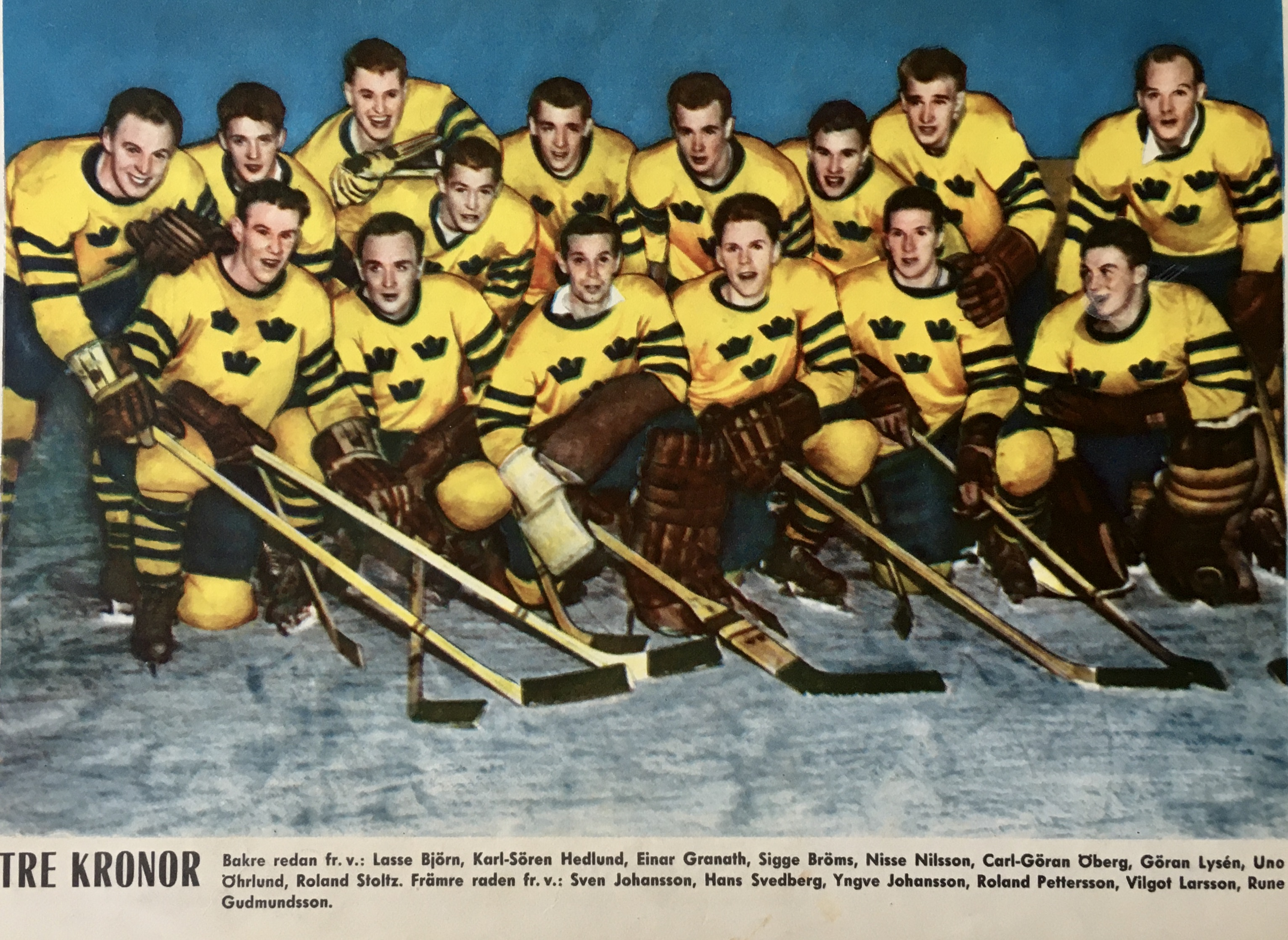
Tre Kronor i november 1958, från vänster, stående: Lasse Björn, Karl-Sören Hedlund, Einar Granath, Sigge Bröms, Nisse Nilsson, Carl-Göran "Lill-Stöveln" Öberg, Göran Lysén, Uno "Garvis" Öhrlund, Roland "Rolle" Stoltz; främre raden: Sven "Tumba" Johansson, Hasse Svedberg, Yngve Johansson, Roland "Sura-Pelle" Pettersson, Vilgot "Ville" Larsson och Rune Gudmundsson.

Hans Einar Granath, född 28 oktober 1936 i Mora, död 5 januari 1993 i Stockholm, var en svensk ishockeyspelare.
Einar Granath var ishockeyuppfostrad i Mora IK och fick sitt genombrott under sin tid i Västerås IK. Han spelade senare för Södertälje SK under elva säsonger och vann den interna skytteligan 1961 och 1962. Efter sin aktiva karriär var han även lagledare i Södertälje SK.
Internationellt spelade Granath tjugofem  landskamper för Sveriges herrlandslag i ishockey och deltog i Olympiska vinterspelen 1960 där Sverige kom på femte plats. Einar Granath var svensk fanbärare vid invigningen av OS 1960. Han är gravsatt på Mora nya begravningsplats.